# Assar Rönnlund
Bernt Assar Rönnlund, né le 3 septembre 1935 et mort le 5 janvier 2011 à Umeå, est un fondeur suédois.

## Biographie
Courant pour le club IFK Umeå, il est douzième du cinquante kilomètres aux Jeux olympiques de 1960, pour sa seule course au programme. Aux Jeux du ski de Lahti, il remporte la course sur cinquante kilomètres et finit deuxième au quinze kilomètres.
Aux Championnats du monde 1962 à Zakopane, il remporte son premier et unique titre individuel, sur le quinze kilomètres. Il y devient champion du monde de relais et vice-champion sur le cinquante kilomètres également. Vainqueur du cinquante kilomètres au Festival de ski de Holmenkollen la même année, il reçoit alors la Médaille d'or du Svenska Dagbladet, récompensant la meilleure performance suédoise en sport de l'année.
Ses deuxièmes jeux olympiques en 1964 sont ses plus réussis, Rönnlund gagnant la médaille d'argent au cinquante kilomètres et la médaille d'or au relais. En 1965, il continue dans cette lignée en gagnant aux Jeux du ski de Suède (30 kilomètres) et aux Jeux du ski de Lahti (50 kilomètres). En 1966, il est deuxième du trente kilomètres en Suède.
En 1967, il remporte la course mythique marathon Vasaloppet et le quinze kilomètres à Lahti.
Aux Jeux olympiques de Grenoble 1968, il ajoute une médaille d'argent en relais à son palmarès, tandis que son meilleur résultat individuel est dixième au cinquante kilomètres. Il ajoute deux victoires à Lahti et Holmenkollen cette année et reçoit donc la Médaille Holmenkollen.
Il devient commentateur sportif à la radio après sa carrière de skieur.
Il est le mari de la fondeuse Toini Gustafsson.

## Palmarès

### Jeux olympiques
| Épreuve / Édition | [[Jeux olympiques d'hiver de 1960\|Squaw Valley 1960]] | Innsbruck 1964 | Grenoble 1968 |
| 15 km             |                                                        | 13e            | 11e           |
| 30 km             |                                                        | 7e             |               |
| 50 km             | 12e                                                    | Argent         | 10e           |
| Relais 4 × 10 km  |                                                        | Or             | Argent        |

### Championnats du monde
| Épreuve / Édition | Zakopane 1962 |
| 15 km             | Or            |
| 30 km             | 6e            |
| 50 km             | Argent        |
| Relais 4 × 10 km  | Or            |